# Reffannes
Reffannes település Franciaországban, Deux-Sèvres megyében. Lakosainak száma 386 fő (2022. január 1.). Reffannes Beaulieu-sous-Parthenay, Clavé, Saint-Lin, Vausseroux, Vautebis és Les Châteliers községekkel határos.

## Népesség
A település népessége az elmúlt években az alábbi módon változott:
| Lakosok száma | 362  | 354  | 369  | 368  | 375  | 376  | 380  | 386  | 386  |
|               | 2013 | 2015 | 2016 | 2017 | 2018 | 2019 | 2020 | 2021 | 2022 |